# NGC 3423
NGC 3423是一个位于六分仪座的螺旋星系，距地球约4500万光年，纵横约53000光年。 该星系由威廉·赫歇尔于1784年2月23日发现。
NGC 3423是一个不含中央棒的星系，几乎完全面对地球，有一个较暗的星系盘。 该星系有至少六条旋臂，星系盘上有多个电离氢区，其中直径最大约为2角秒。在星系盘内侧， H-a的放射量较多。星系内的恒星形成速率约为0.7 M☉每年。
截至目前，人类已观测到该星系中的一颗超新星——SN 2009ls。该超新星由西山浩一及椛島富士夫于 2009年11月23日发现，视星等为15.3。其光谱显示该超新星较为年轻，属于II型超新星。 该星系中的另一个瞬变现象，AT 2019ahd，被分类为高光度蓝变星的爆发现象。
NGC 3423是NGC 3423星系群中较为重要的星系，与MRK 1271并列。 NGC 3423附近的其他星系还包括NGC 3365、NGC 3495及NGC 3521。
在2026年3月3日月食（一次月全食）期间，该星系将在北美洲被月球遮蔽。:161